# 都立化学工業専門学校 (旧制)
| 都立化学工業専門学校 （都立化学工専） | 都立化学工業専門学校 （都立化学工専）                  |
| ------------------------------------- | ------------------------------------------------------ |
| 創立                                  | 1942年                                                 |
| 所在地                                | 東京都深川区 （現 東京都江東区）                       |
| 初代校長                              | 宇野三郎                                               |
| 廃止                                  | 1951年                                                 |
| 後身校                                | 東京都立大学（旧）⇒ 首都大学東京⇒ 東京都立大学（現） ⋅ |
| 同窓会                                | 都立化工同窓会                                         |

都立化学工業専門学校 （とりつかがくこうぎょうせんもんがっこう） は、1942年 （昭和17年） に設立された旧制専門学校。略称は都立化学工専。創立時の名称は（東京）府立化学高等工業学校 （府立化学高工）。

## 概要
- 第二次世界大戦下における工業技術者確保のために、国策に合わせて増設された高等工業学校の一つ。
- 化学高工創立時は、本科 （修業年限3年） に応用化学科、金属工学科の 2科を設置した。
- 東京都発足により都立化学高等工業学校に、第二次世界大戦中に都立化学工業専門学校に改称された。
- 新制旧東京都立大学工学部、首都大学東京を経て新・東京都立大学となっている。

## 沿革

### 府立化学高等工業学校時代
- 1942年2月9日： 専門学校令により府立化学高等工業学校設立認可。
  - 既存の工業学校 （東京府立化学工業学校、後の新制東京都立化学工業高等学校（2001年閉校）） に併設された。
- 1942年4月10日： 第1回入学式。
  - 本科 （修業年限3年） に応用化学科、金属工学科を設置。

### 都立化学高等工業学校・都立化学工業専門学校時代
- 1943年7月1日： 東京都発足に伴い、都立化学高等工業学校と改称。
- 1944年4月1日： 都立化学工業専門学校と改称。
- 1945年3月： 空襲により校舎焼失。
- 1949年4月： 新制東京都立大学発足。
  - 都立化学工専は工学部の母体の一部となった。
- 1951年3月： 旧制都立化学工業専門学校廃止。

## 校地
創立時は、東京市深川区千石町3－1 （現 東京都江東区千石） の東京府立化学工業学校に併設された。1945年3月の東京大空襲で校舎を焼失し、東京都立工芸学校 （現 東京都立工芸高等学校） に間借りした。1945年12月には、板橋区の元陸軍第二造兵廠に移転。1949年8月に元の千石校地に復帰したが、まもなくキティ台風で被害を受けた。
千石校地は、東京都立化学工業学校の後身、新制東京都立化学工業高等学校に使用されたが同校の廃止後、東京都立科学技術高等学校の仮校舎として使用され、現在は東京都立大江戸高等学校の校地となっている。

## 歴代校長
- 宇野三郎
- 菱山衡平

## 著名な出身者
- 桂米丸 (4代目) - 落語家。

## 関連書籍
- 東京都立大学事務局企画調整課（編）　『東京都立大学五十年史』　2000年3月。